# Georges Jacquot
Georges Jacquot es un escultor francés del siglo XIX, nacido en Nancy (Meurthe y Mosela) en 1794 y fallecido en París en 1874.

## Biografía
Alumno del barón Gros y del escultor Bosio, Georges Jacquot gana en 1820 el Primer Gran Prix de Rome de escultura con una estatua que lleva por título Caïn maudit, entendant la voix de l'Éternel.

## Obras
- Joven ninfa descendiendo en el agua (mármol), estatua menor que el natural, París, musée du Louvre
- Cariátide, París, palacio del Louvre, pabellón Denon, una de las cariátides que rodea el frontón
- Joven tritón montando sobre un delfín ", grupo, bronce, París, fuente Gaillon, plaza Gaillon
- Friso del entablamento, París, Arco de Triunfo de la Estrella, fachada sur (lado que da a la avenida Kléber), mitad derecha
- Estanislao I  (1831), estatua colosal en pie, bronce, Nancy, plaza Stanislas

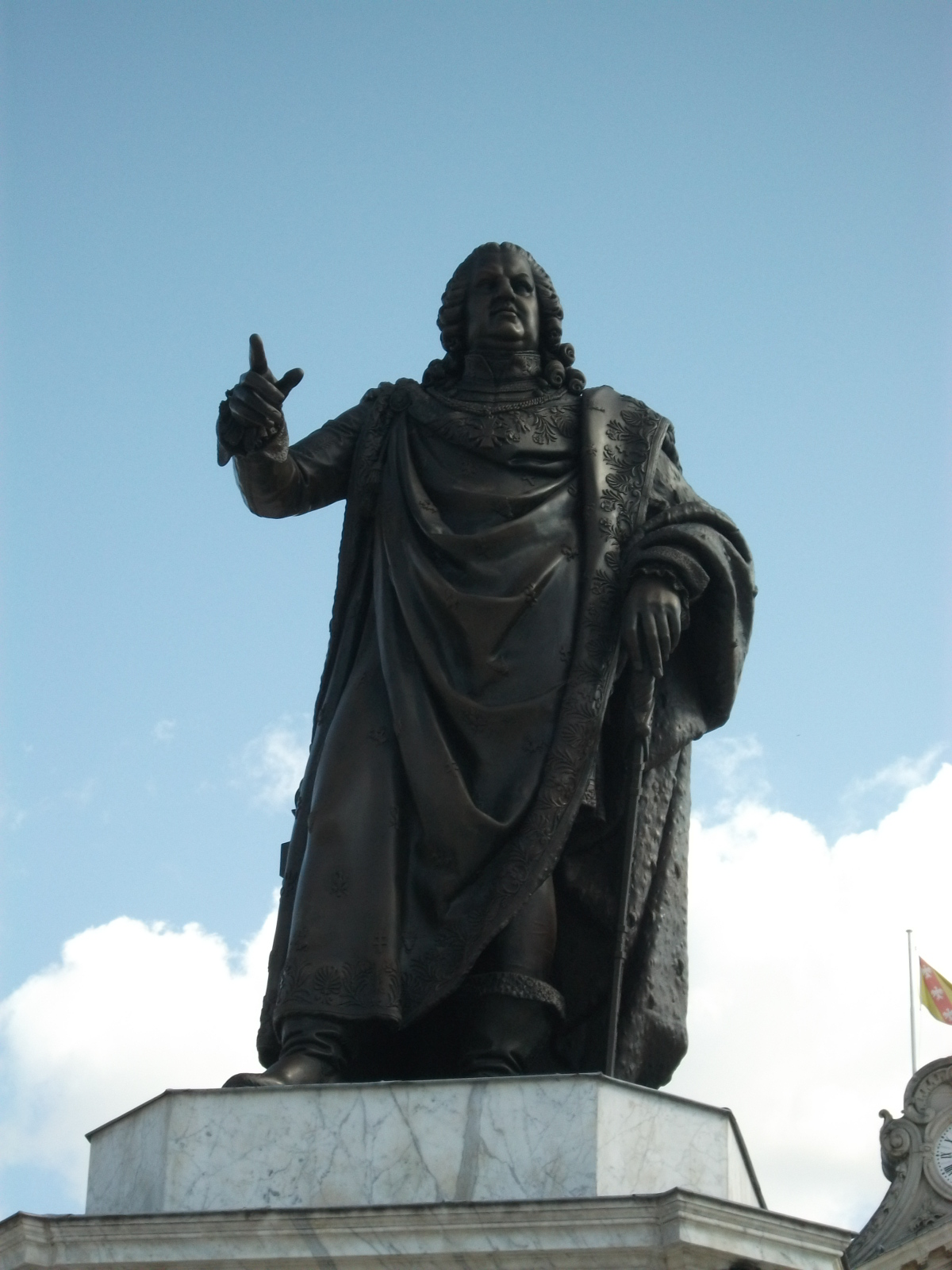
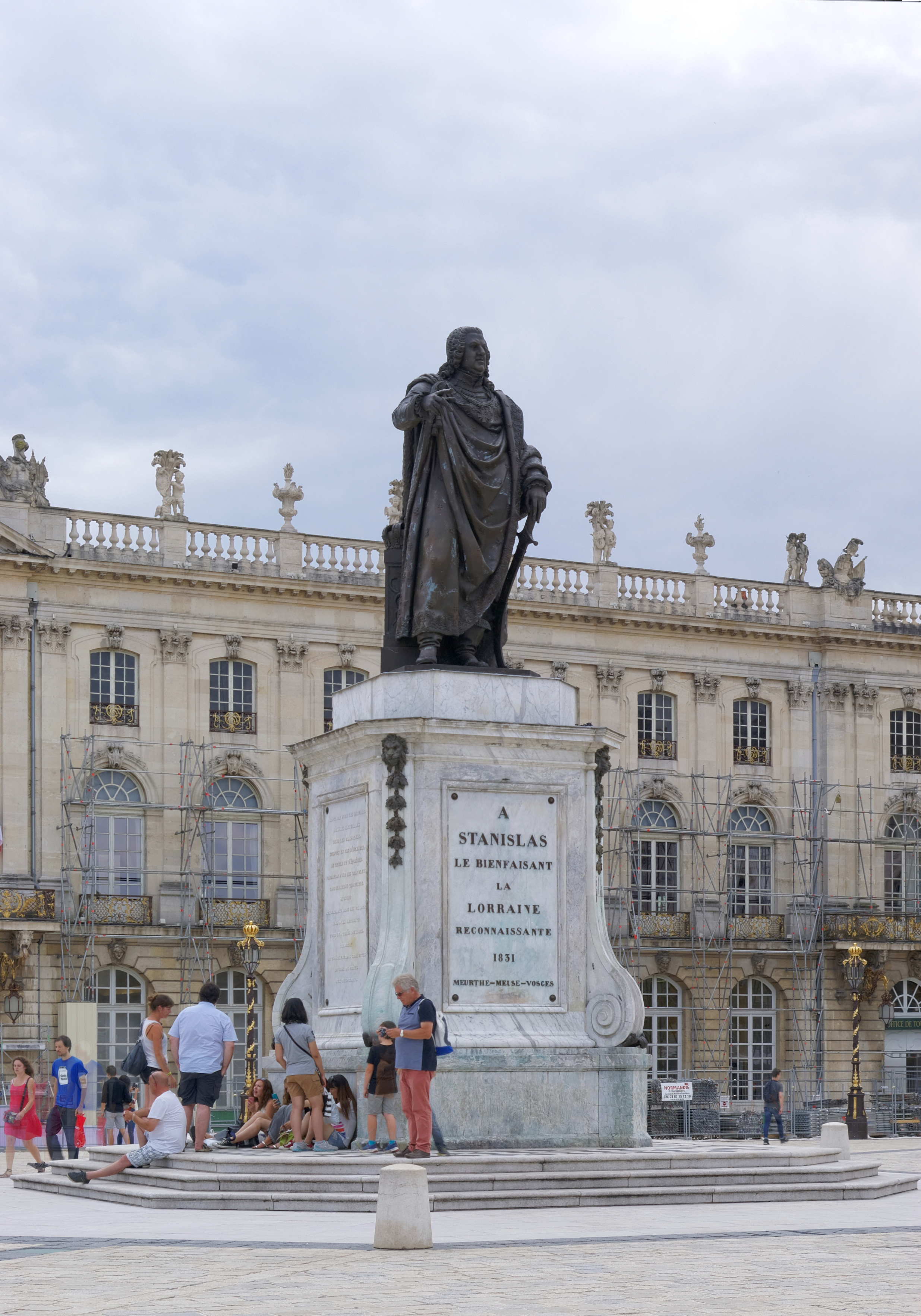
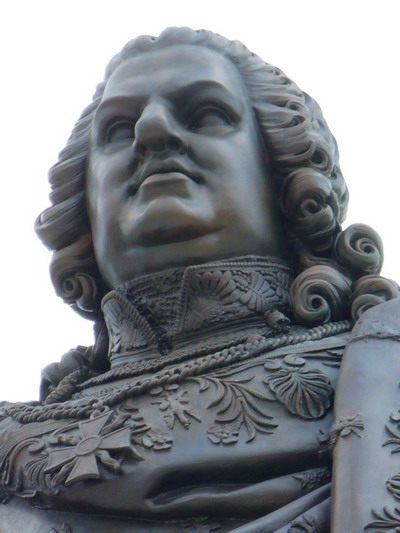
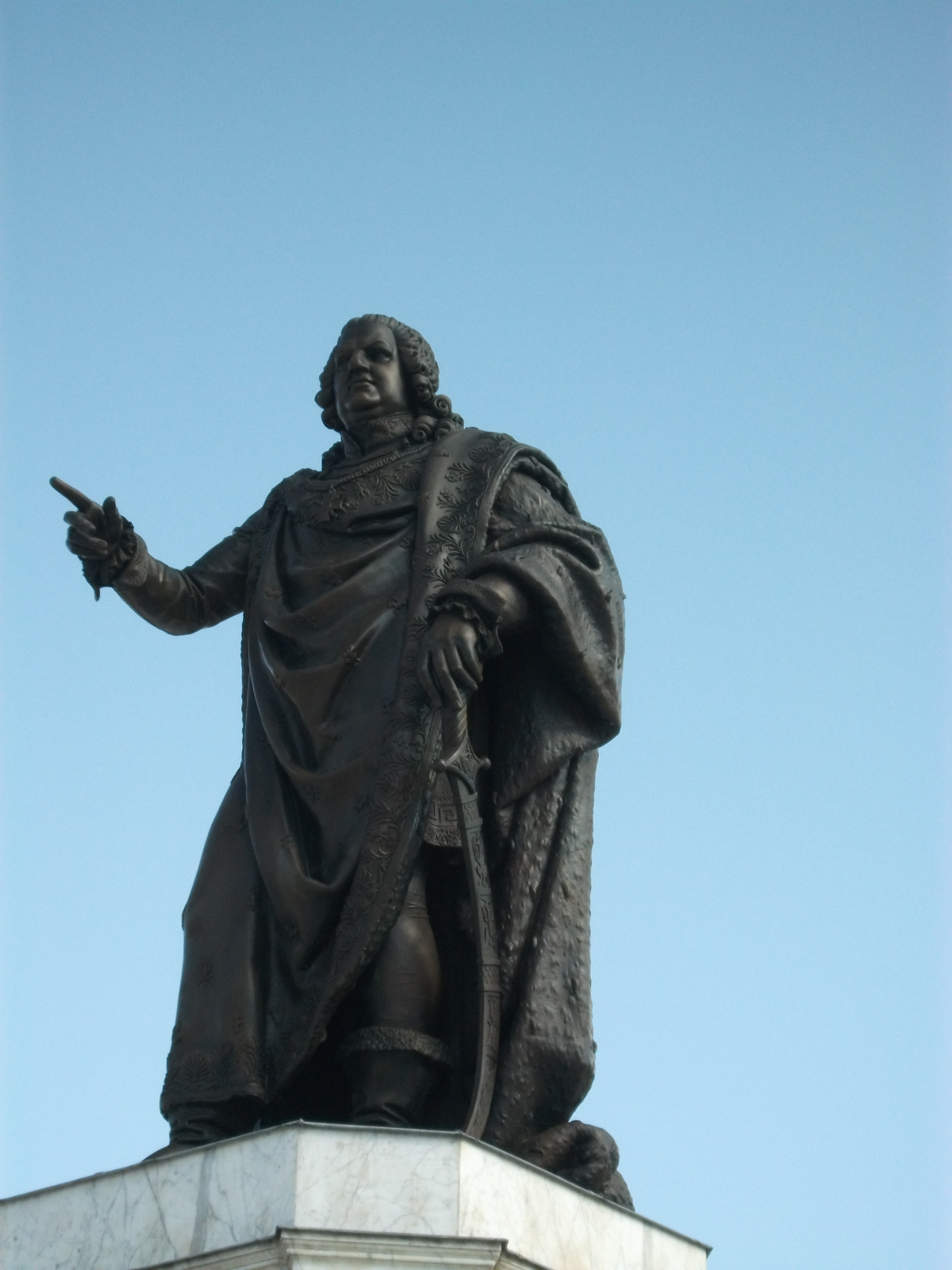

Diferentes vistas de la estatua a Stanislas en Nancy